# Saché (gemeente)
Saché is een gemeente in het Franse departement Indre-et-Loire (regio Centre-Val de Loire). De plaats maakt deel uit van het arrondissement Chinon. Saché telde op 1 januari 2022 1.405 inwoners.
Bezienswaardig is het Kasteel van Saché, waar Honoré de Balzac vaak verbleef, en Totem-Saché, een enorme mobile uit 1974 van de Amerikaanse kunstenaar Alexander Calder wiens atelier zich vanaf 1962 in Saché bevond. In 1991-1992 werkte Jean Clareboudt in dit atelier.

## Geografie
De oppervlakte van Saché bedroeg op 1 januari 2022 28,29 vierkante kilometer; de bevolkingsdichtheid was toen 49,7 inwoners per km².

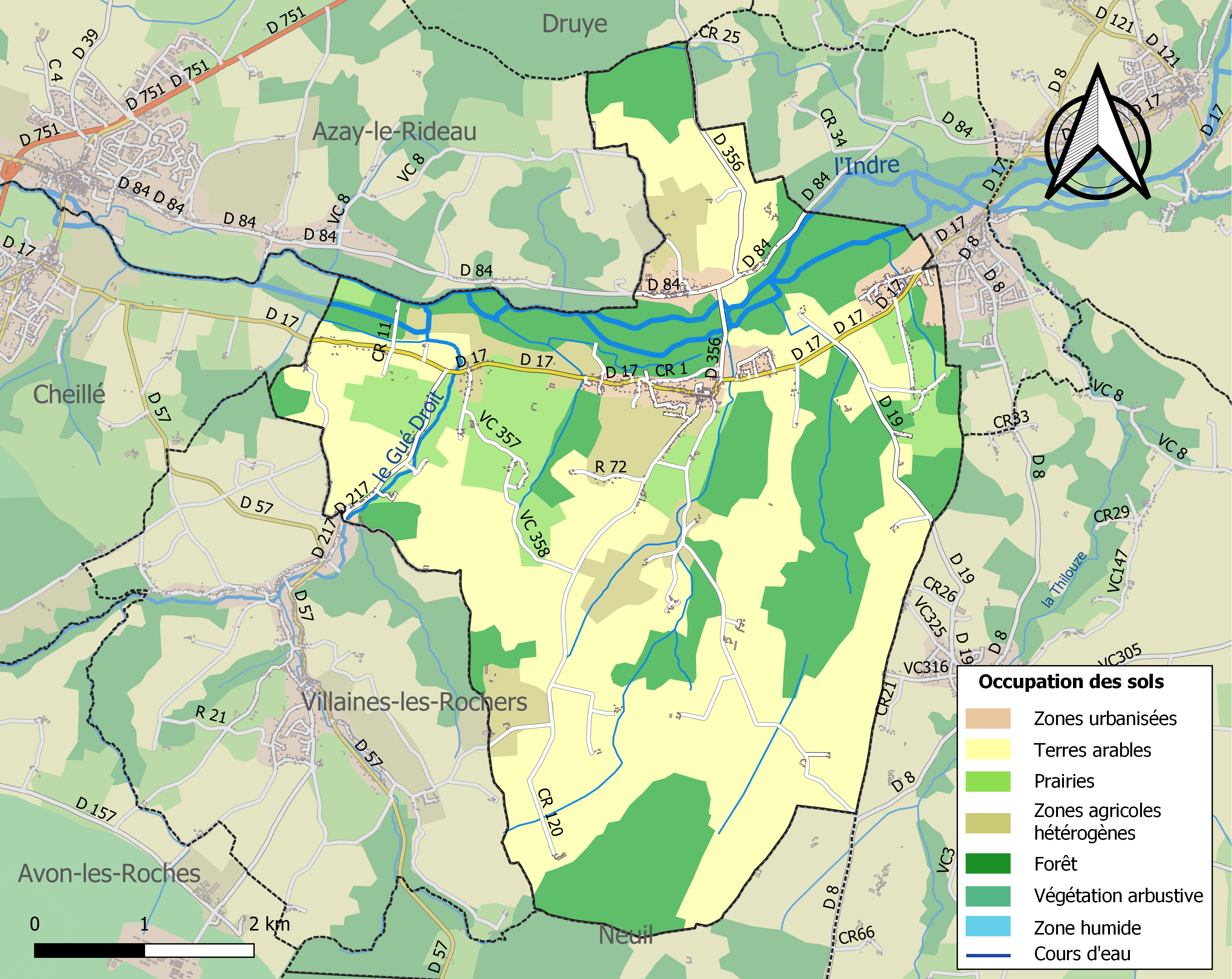
Kaart van de gemeente met belangrijkste infrastructuur, bodemgebruik en omliggende gemeenten

## Demografie
Onderstaande figuur toont het verloop van het inwonertal (bron: INSEE-tellingen).